# Елијес Бен Сегир
Елијес Бен Сегир (арап. إلياس بن صغير; Сен Тропе, 16. фебруар 2005) је марокански фудбалер који тренутно наступа за Монако. Игра на позицији везног играча.